# Didymoconus
Didymoconus és un gènere de petits mamífers prehistòrics pertanyents a la família Didymoconidae i l'ordre Didymoconida. Se n'han trobat restes fòssils al Kazakhstan, Mongòlia i la Xina.